# Shay Rudolph
Shay Rudolph (San Diego, California, 6 de septiembre de 2005) es una actriz estadounidense, conocida por haber protagonizado la serie de Netflix The Baby-Sitters Club, interpretando a Stacey McGill. También protagonizó la serie de televisión de drama criminal de Fox Lethal Weapon como la hija del personaje principal Wesley Cole. Además, interpretó el papel de guitarrista en el vídeo musical "You Ruined Nirvana" de Mckenna Grace.

## Filmografía

### Películas
| Año  | Título                             | Papel          | Notas          |
| ---- | ---------------------------------- | -------------- | -------------- |
| 2017 | The Adventures of Thomasina Sawyer | Becky Thatcher |                |
| 2019 | Less Than Zero                     | Gisele         | Película de TV |
| 2020 | Rita                               | Abbey          | Película de TV |
| 2024 | The Present                        | TBA            |                |

### Televisión
| Año       | Título                | Papel         |
| --------- | --------------------- | ------------- |
| 2018-2019 | Lethal Weapon         | Maya Flynn    |
| 2020-2021 | The Baby-Sitters Club | Stacey McGill |